# 敦誠
敦誠（1734年—1791年），字敬亭，號松堂，別號傭閒子，鑲紅旗清朝宗室，為努爾哈赤第十二子英親王阿濟格五世孫，輔國公綽克託曾孫，輔國公九如（字拙庵）之侄。

## 生平
敦誠隸鑲紅旗包衣第三甲喇蘇成額佐領下人（第三甲喇即第三參領，蘇成額即阿濟格後裔西安副都統宗室明善之兄，敦誠之伯）。
敦誠六世祖英親王阿濟格（多爾袞胞兄）獲罪，後裔被貶庶民，阿濟格之子傅勒赫一族被給予鑲紅旗的承澤親王碩塞府為奴。順治十八年，朝廷下諭傅勒赫無罪復入紅帶子覺羅。康熙元年，傅勒赫被追封為鎮國公，後由其子綽克託襲爵。檔案顯示阿濟格此支後裔在康熙年间编入鑲紅旗包衣第三參領，由阿濟格之孫輔國公綽克託分封時立，綽克託即敦誠曾祖，《欽定八旗通誌》寫作絕克堵。康熙五十年至雍正朝，由輔國公綽克託門上護衛色恒額（亦塞亨額、色亨額）管理，色恒額乃乾隆朝尚書託恩多（姓孫氏或孫佳氏）之父，来自曹寅母家孫氏。《欽定八旗通誌》中，色恒額寫作塞亨額、郭爾吉寫作國勒吉。
雍正末，塞亨額緣事革退，以三等護衛那親管理，那親故，以護軍校國勒吉（即郭爾吉、果爾吉）管理。《钦定八旗通志》載：镶红旗包衣第三參领第一佐领下第一分管原隸第一參领内，初为管领以三等護衛瑶哈管理，瑶哈故以三等護衛雅思哈管理，雅思哈故，康熙五十年（敦诚曾祖绰克託故）改为分管，以三等護衛塞亨额（色恒额）管理，雍正七年由第一參领拨隸本參领，仍以塞亨额（色恒额）管理，塞亨额（色恒额）緣事革退，以三等護衛那亲管理，那亲故以護军校国勒吉（郭爾吉）管理，国勒吉（郭爾吉）故以護军校布瑚管理，布瑚故以護军校元抗（元杭）管理，元抗（元杭）升任以護军校巴凌阿管理。
谨案：此分管随奉恩辅国公絶克堵（即敦誠曾祖父绰克都或绰克託）分封时立。中央研究院人名權威資料庫載：敦誠的族伯副都統宗室明善曾是鑲紅旗包衣第三參領塞亨額子郭爾吉（国勒吉）佐領下人。直到乾隆四十三年後，乾隆帝加恩，阿濟格的後裔才由包衣佐領下人完全復入宗室，敦誠所在的镶红旗包衣第三参领改由其伯西安副都統宗室明善之兄蘇成額（《愛新覺羅宗譜》寫作素成額）管理。故有乾隆五十四年第一歷史檔案館檔，敦誠隸鑲紅旗包衣第三甲喇蘇成額佐領下人。乾隆二十年，敦誠曾以宗學考試優等，為宗人府筆帖式記名。一度從父命管喜峰口松亭關稅務，三十一年補入宗人府筆帖式。
敦誠素耽山水，家有西园。擅長詩文，與曹雪芹交情甚佳時有往來，著有《四松堂詩文集》、《鷦鷯庵雜詩》，輯《聞笛集》。嗣祖父乃宗室經照（亦景照），敦誠因被過繼給經照子寧仁。敦誠兄敦敏亦是曹雪芹好友。兩家祖上有聯系，曹雪芹曾祖父曹璽及曾祖母孫氏兩家都曾是敦誠五世祖英親王阿濟格門下包衣。
敦敏、敦誠兄弟结交的诗友包括汪苍霖（号易堂，任宁良郡王弘晈府中幕僚，工诗及书），又与宗室永忠、永㥣、永璥时有诗歌往来。

## 家庭
- 太高祖英親王阿濟格（弩爾哈齊第十二子）。
- 高祖奉恩鎮國公傅勒赫。嫡妻科爾沁博爾濟吉特氏（父和碩卓立克圖親王吳克善，姑母布木布泰博爾濟吉特氏封皇太极之孝莊文皇后）。
- 曾祖盛京將軍、已革輔國公綽克託（又綽克都）。嫡妻博爾濟吉特氏（父阿克敦）。
- 祖父瑚圖禮，已革頭等侍衛。
  - 胞兄奉恩輔國公素嚴（又蘇燕）；妻尚佳氏（其父镶蓝旗汉军、内大臣尚之孝，祖父尚可喜）。子鎮國將軍宗室素拜。女愛新覺羅氏（继配）嫁镶黄旗汉军、康熙三十九年（1700年）进士年羹尧。
  - 胞兄已革輔國公宗室普照，鑲藍旗滿洲都統；嫡妻郭絡羅氏（父輕車都尉傅爾布）。子已革輔國公恆仁，著有《月山詩集》；子恆新；孙宗室宜孫（字貽謀，號東軒，1740-1777），乾隆三十四年授宗學副管；孙宗室宜興（字桂圃，1747-1809），都察院左都御史、步軍統領，其妻韓佳氏（父正紅旗滿洲、騎都尉、參領明圖，祖父頭等護衛韓成；胞姊韓佳氏嫁镶蓝旗奉國將軍永恬，其兄辅国将军永忠）。
  - 胞兄追封奉恩輔國公興綬。
    - 子散秩大臣、已革輔國公九成（又九如，字拙庵）；辅国公九如宅位于今北京西四北五条（旧称石老娘胡同）东口路北。
      - 孙護軍參領、清泰陵總管、奉恩將軍順德；妻瓜爾佳氏（父镶黄旗满洲三等信勇公兆德，散秩大臣，与宗室释迦保出使朝鲜；祖父三等信勇公傅爾丹，先祖直義公費英東）。
      - 孙三等侍衛德純（1761-1821）；嫡妻薩克達氏（父正黄旗满洲阿思哈；胞姊萨克达氏，嫁内务府正白旗滿洲、乾隆五十八年（1793年）癸丑科二甲進士索綽絡氏英和，其父乾隆二年（1737年）丁巳恩科进士德保））。
      - 孙女爱新觉罗氏，嫁鑲黃旗漢軍、武英殿大學士李侍尧兄弟李奉尧。

  - 胞兄輔國公經照。
  - 胞兄隆德。子奉恩輔國恭簡公璐達；嫡妻伊爾根覺羅氏（父輕車都尉六十）。
- 嗣祖父已革輔國公經照（景照、經召）。嗣祖母瓜爾佳氏（父鑲白旗滿洲、主事穆和琳，胞叔康熙癸未進士伊太，祖父甘肃巡抚、兵部右侍郎鄂奇）。
- 生父瑚玐（亦祜玐，1710-1770），已革理事官。養父寧仁（或寧新，輔國公經照子）。
- 胞叔宗室額爾赫宜（字墨香，1743-1790），头等侍卫；妻博佳氏（父博濟）。
  - 子碩臣（1772-1819）。孙道光癸未科三甲進士、佐領、奉恩將軍華德（字葆淳，号健堂，1789-1847）；妻戴佳氏（胞兄镶黄旗满洲、道光辛卯恩科舉人裕英，父嵩瞻，母愛新覺羅氏（父正蓝旗宗室敦福，祖父三等侍衛宗室隆靄，曾祖多羅僖敏貝勒海善，高祖常寧、順治帝第五子；堂姊愛新覺羅氏，嫁鑲黃旗滿洲富察氏明義（c.1743-c.1803），明義著有《綠煙鎖窗集》，其姑母富察氏封乾隆帝之孝賢純皇后；胞叔二等侍衛宗室存誠，系光緒九年癸未（1883年）科榜眼壽耆之高祖；祖伯父宗室祿穆布，其后代有道光十八年（1838年）戊戌科进士傳臚宗室靈桂）；堂兄道光十六年恩科进士慧成，堂侄道光三十年庚戌（1850）科进士晉康；胞侄廣林，妻曹氏（胞兄正红旗汉军、同治甲戌（1874）科進士保昌，表兄正蓝旗汉军、光緒二年丙子（1876）恩科進士胡俊章））。曾孙道光辛丑科三甲進士、奉恩將軍宗室秀平，玄孙同治甲戌科進士、侍讀學士良貴。孙女愛新覺羅氏，嫁其胞兄道光癸未科進士華德之妻兄、镶黄旗满洲戴佳氏裕慶（父嵩瞻）。
  - 子敦慧（又敦惠，1765-1818），三等侍衛；妻富察氏（胞兄正黃旗滿洲、頭等侍衛成明，父世襲一等男爵富僧阿，曾祖三等侍衛兼佐領馬爾岱，先祖刑部尚書勇壯公濟席哈，濟席哈父本科理和镶黄旗沙济富察氏即乾隆富察皇后祖上同族，族后裔有清末侍郎鳳鳴 (同治進士)。）。孙三等侍衛向春。
- 胞兄敦敏（又敦明，字子明，1729-1796），右翼宗學总管，著有《懋齋詩鈔》。敦敏家住宣武門內太平湖畔槐園（即今天西太平街及太平湖东里附近），弟敦誠在西單牌樓甘石橋住宅南不遠處，槐園亦稱南園。后代有光緒丙戌進士宗室吉紳。
- 胞弟敦奇（又敦祺，字汝猷，1740-1780）。
- 妻鈕祜祿氏（其父镶黄旗满洲和繃額，祖父觀齡，曾祖杭州、寧海將軍拉哈達，先祖一等弘毅公額亦都）；妾王佳氏。
- 子祥明，無子，住宣武門內西單牌樓附近甘石橋馬尾胡同（不是後來東城區東不壓橋的馬尾胡同），其妻伊爾根覺羅氏；過繼同宗秀玉之子福蘭為嗣。
- 女愛新覺羅氏，至少四女，一女嫁鑲黃旗滿洲寧安佐領下人監生玉麟；一女嫁正紅旗滿洲官學生安永阿（胞侄玉衡，字在山，文舉人，由兵部郎中升江西道監察禦史）。
- 友曹雪芹。